# Шрумпф, Августа
Августа Шрумпф (норв. Augusta Schrumpf, 19 ноября 1813 — 7 января 1900) — норвежская актриса и оперная певица (сопрано).

## Биография
Августа Шрумпф родилась в Копенгагене в 1813 году. Она была дочерью норвежца Хальвора Смита, юриста, и шведки Эллен Мари Лундгрен.
В 1829 году Августу приняли в Christiania Offentlige Theater в Осло, ныне Театр Кристиании, где она проработала до 1860 года. Этот театр был основан всего двумя годами ранее Юханом Петером Стрёмбергом и стал первым и в течение многих лет единственным постоянным театром и национальной сценой Норвегии в XIX в. До прихода Лауры Гуннерсен в 1849 году в театре работали актёры только из Дании и Германии, поскольку в Норвегии не было ни актёрских школ, ни профессиональных актёров.
Вначале Августа, будучи ещё ученицей, играла небольшие роли в пьесах, но затем её стали привлекать к более серьёзным постановкам: 21 сентября 1829 года она дебютировала в роли Розины в «Севильском цирюльнике» по Бомарше.
В Норвегии не было своей оперы, поэтому Театр Стрёмберга иногда ставил оперные спектакли и оперетты, где актёры могли петь. В сезоне 1831—1832 на театральной сцене шёл Deux mots Далейрака в постановке Августа Шрумпфа и с Августой в главной роли. Это была премьера оперы не только в Театре Стрёмберга, но и вообще в Норвегии, Августа имела большой успех, и с тех пор она исполняла главные женские партии в операх. В течение четверти века в 1830—1840-х годах она была примадонной норвежского театра, по-видимому, единственной в стране. Впоследствии в качестве оперной певицы её сменили Бетти Смидт и Клара Урсин.
В 1832 году она вышла замуж за Августа Шрумпфа. С 1837 года Августа работала в новом Театре Кристиании. В 1854 году в связи с 25-летием работы Августы в театре состоялось благотворительное представление в её честь.
В 1850-х годах в Норвегии росло национальное самосознание, и театр критиковался за то, что в нём не были представлены норвежские артисты. Августе Шрумпф вменяли сильный датский акцент, она была уволена вместе со многими датскими актёрами. Последнее её выступление состоялось 16 марта 1860 г. Получив пенсию, она поселилась в Бергене, где преподавала актёрское мастерство.

## Роли
Августа Шрумпф работала не в одном амплуа и играла в самых разных постановках от трагедии до водевиля. О её ролях отзывались как о естественных, тёплых и чувственных. Она играла в «Похищении из сераля» Моцарта, «Немой из Портичи» и «Чёрное домино» Даниэля Обера, пьесах Изуара, во множестве опер.